# Распоряжение (акт управления)
Распоряжение — в государственном и административном праве — вид подзаконного акта управления, изданный органом власти или управления в рамках его компетенции и имеющий обязательную силу для физических и юридических лиц, которым оно адресовано.

## История
На окончание XIX столетия, в русском административном и государственном праве значение слова «Распоряжение» как технического термина было ещё не вполне определено.
Письменное распоряжение главнокомандующего в Российской империи, обращаемые к жителям занятых войсками неприятельских областей, в соответствии с «Положением о полевом управлении войск в военное время», назывались Прокламация главнокомандующего.
В отличие от приказа (общие распоряжения) , распоряжение, как правило, не носит нормативного характера, и издается по оперативным, текущим вопросам. Однако это не исключает существования нормативного распоряжения. Распоряжение издается по конкретным, узким вопросам и не должно противоречить не только конституционным и законодательным нормам, но и указам президента Российской Федерации.
Конституцией Российской Федерации предусмотрены распоряжения Президента Российской Федерации и распоряжения правительства Российской Федерации, например — Распоряжение Президента Российской Федерации № 173-рп «О подписании Конвенции о правовом статусе Каспийского моря», от 29 июня 2018 года.
В иерархии правовых актов распоряжение Президента Российской Федерации стоит ниже указа Президента. Распоряжение правительства — ниже постановления правительства.

## Виды распоряжений
В зависимости от носителей актов управленческих решений, способу реализации и контроля, распоряжения носят следующий характер.

### По форме носителей
- устное распоряжение — подзаконный акт управления, содержащийся в устном волевом распоряжении руководителя;
- письменное распоряжение — подзаконный нормативный акт управления, изложенный письменно в установленной форме.
  - циркулярное распоряжение — подзаконный нормативный акт управления, изложенный письменно в установленной форме и разосланный всем указанным в нём.

Циркулярное распоряжение ОГПУ о прекращении деятельности частника на хлебном рынке, 28 августа 1929 года, № 262

Всем ПП (полномочный представитель), начальникам облотделов, начальникам окротделов Московской промышленной области

Заострите внимание всей сети информации [в] городе [и] деревне на вопросе выявления городских скупщиков хлеба [в] деревне, их связей с деревенскими спекулянтами, кулаками. Особо уделите внимание вскрытию связей хлебных скупщиков по колхозам, совхозам. Во всех выявленных сетью случаях скупки хлеба частником немедленно принимайте оперативные меры к прекращению деятельности частника. Все сведения [о] деятельности хлебного частника, а также сведения [о] проведенных операциях сообщайте [в] ИНФО центра ежедневными почто-телеграммами.

Трилиссер.— ЦА ФСБ России. Ф. 2. Оп. 7. Д. 9. Л. 6. Копия.

### По содержанию и способу контроля
- нормативное распоряжение — ставит задачу по использованию каких-либо определенных форм и методов достижения результата;
- индивидуальное (ненормативное) распоряжение — содержит задачи по выполнению определенных индивидуальных действий, должно быть выполнен точно и в срок с представлением доклада о его выполнении начальнику, отдавшему распоряжение.